# Luo Zhenyu
Luo Zhenyu (羅振玉), né le 8 août 1866 et mort le 14 mai 1940, est un intellectuel, philologue, épigraphiste et antiquaire chinois.

## Biographie
Natif de Suzhou, Luo commence à publier des articles d'agriculture à Shanghai après la première guerre sino-japonaise de 1894-1895. Avec ses amis, il fonde la Dongwei Xueshe (東文學社), une école d'enseignement de la langue japonaise, en 1896. L'un des étudiants sera Wang Guowei.
Luo visite le Japon une première fois en 1901 pour étudier le système éducatif de l'empire du Japon. À partir de 1906, il tient différents postes au gouvernement, surtout dans le domaine de l'agriculture. D'avril 1909 à février 1912, il est président du collège impérial d'agriculture. Loyaliste de la dynastie Qing, il fuit au Japon après la révolution chinoise de 1911, résidant à Kyoto et effectuant des recherches sur l'archéologie chinoise. Il retourne à Tianjin en Chine en 1919, prenant part à des activités politiques visant à la restauration de l'ancien empereur Puyi sur le trône de Chine. Luo devient petit à petit l'un des trois principaux conseillers de confiance de l'ancien empereur.
Après la création de l'empire du Mandchoukouo en mars 1932, Luo accepte un poste dans le nouveau gouvernement de 1933 à 1938, insistant sur le maintien d'une monarchie pour le nouvel État contre les différentes propositions d'en faire une république. Il sert également comme président de la société de coopération culturelle Japon-Mandchoukouo. Cependant, Luo est de plus en plus désillusionné par la mainmise de l'armée japonaise du Guandong sur l'administration et par le manque de réelle autorité ou pouvoir politique de l'empereur Puyi, et démissionne en 1938, se retirant à Dalian.
Les activités politiques de Luo durant la guerre et son association avec le gouvernement collaborationniste du Mandchoukouo ont tendance à éclipser ses indéniables réalisations de chercheur. Il travaille tout au long de sa vie à préserver les antiquités chinoises, en particulier les os oraculaires, les feuillets en bambou et en bois (簡牘 jiandu), et les manuscrits de Dunhuang, qui sont tous des matériaux précieux pour la compréhension de la Chine ancienne. Il est l'un des premiers intellectuels à déchiffrer l'écriture ossécaille, et à produire de nombreux articles de recherche sur l'écriture de style bronze. Il aide à publier le Tieyun Canggui (鐵雲藏龜) de Liu E, la première collection d'os oraculaires, et le Qiwen Juli (契文舉例) de Sun Yirang, le premier travail de déchiffrement de l'écriture des os oraculaires. Son œuvre Yinxu Shuqi Kaoshi (殷虛書契考釋) occupe toujours une place importante dans l'étude de cette écriture.
Il est également le premier intellectuel moderne à s'intéresser à l'écriture tangoute, et il publie plusieurs dissertations sur le sujet en 1912 et 1927.